# Banksia arctotidis
Banksia arctotidis es una especie de arbusto perteneciente a la familia de las proteáceas que es un endemismo de Australia Occidental. 
Era conocido como Dryandra arctotidis hasta 2007, cuando especies de Dryandra fueron trasladadas a Banksia por Austin Mast y Kevin Thiele.
En una evaluación del impacto potencial del cambio climático sobre esta especie se encontró que su hábitat es probable que se contraiga entre un 50 % y un 80 % en 2080, dependiendo de la gravedad del cambio.

## Taxonomía
Banksia arctotidis fue descrita por (R.Br.) A.R.Mast & K.R.Thiele y publicado en Australian Systematic Botany 20: 66. 2007.
Etimología
Banksia: nombre genérico que fue otorgado en honor del botánico inglés Sir Joseph Banks, quien colectó el primer espécimen de Banksia en 1770, durante la primera expedición de James Cook.
arctotidis: epíteto latino 
Sinonimia
- ''Dryandra arctotidis R.Br.